# Vapaliximab
Il vapaliximab è un anticorpo monoclonale di tipo chimerico progettato per funzioni di immunosoppressione per varie patologie, in particolare alcune forme di epilessia. Nel 2021 la sua produzione era stata temporaneamente interrotta.